# Benjamin Jan Kouwer

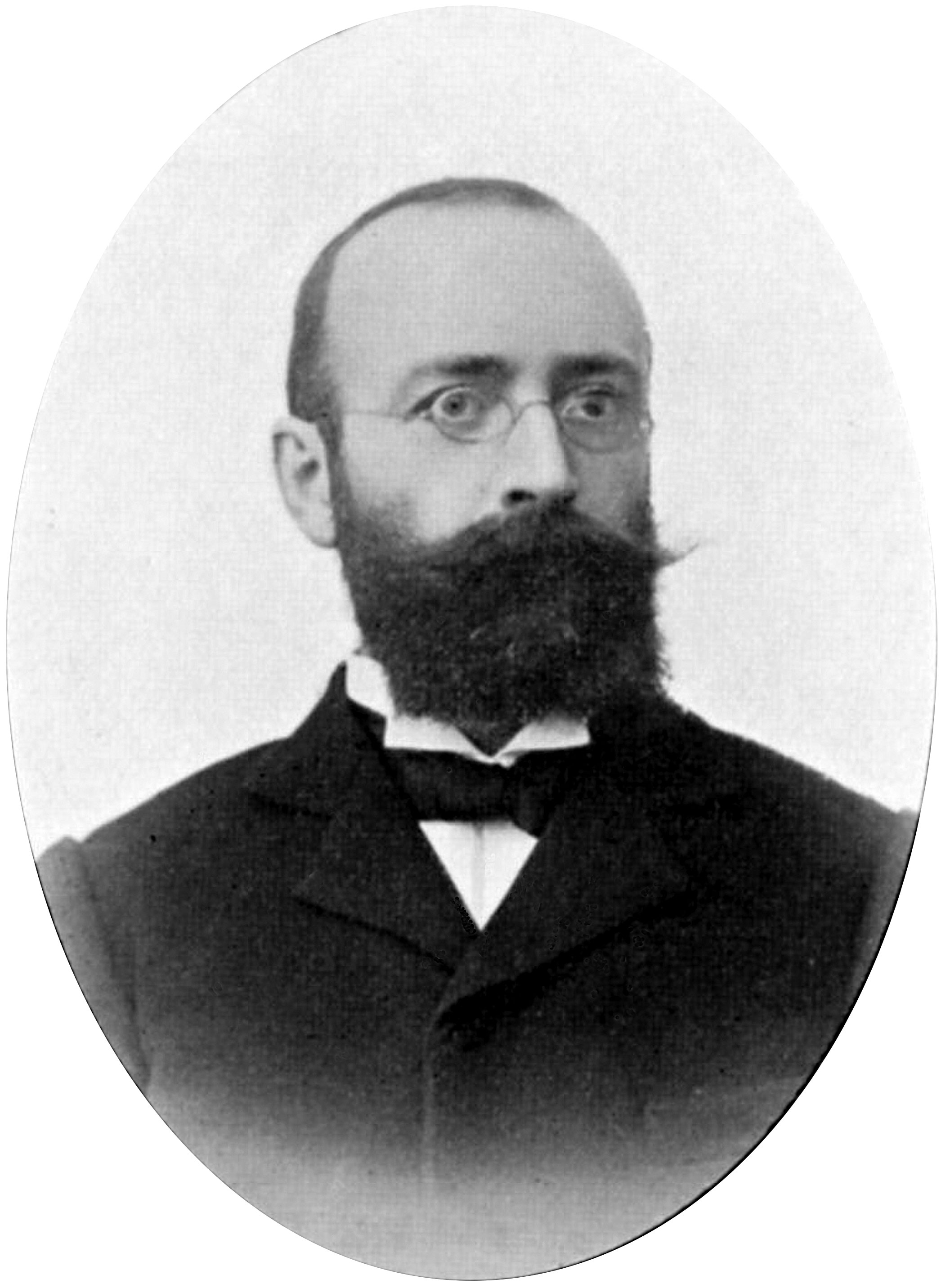
Benjamin Jan Kouwer

Benjamin Jan Kouwer (* 31. August 1861 in Wormerveer; † 8. Januar 1933 in Utrecht) war ein niederländischer Gynäkologe.

## Leben
Benjamin Jan war der Sohn des Versicherers und späteren Bürgermeisters von Zaandijk  Jan Kouwer (* 13. August 1826 in Wormerveer; † 10. Juni 1891 in Zaandijk) und dessen Frau Maatje Hartog (* 10. Dezember 1834 in Wormerveer; † 25. März 1919 in Zeist). Er hatte die Höhere Bürgerschule in Zaandam besucht und sich am 1. Oktober 1878 an der Universität Leiden immatrikuliert, um ein Studium der Medizin zu absolvieren. Hier wurden Adriaan Heynsius, Teunis Zaaijer, Derk Doyer, Guillaume Daniel Louis Huet und vor allem Abraham Everard Simon Thomas seine Lehrer. Nach weiteren Studien 1883 an der Universität Heidelberg, kehrte er nach Leiden zurück, wo er im April 1883 sein Arztexamen bestand. Danach arbeitete er als Assistent bei Simon Thomas an der Geburtsklinik des akademischen Krankenhauses in Leiden, unter welchem er am 6. Dezember 1884 mit der Arbeit Verslag der verloskundige kliniek en polikliniek van het rijks-academisch ziekenhuis te Leiden 1883-1884 zum Doktor der Medizin promovierte. Nachdem er am 1. September 1885 seine Tätigkeit als Assistent eingestellt hatte, unternahm er als Schiffsarzt auf dem Schiff Jacatra eine Reise nach Indonesien und wurde im März 1886 Arzt in Haarlem.
In Haarlem hatte er ab Juli 1887 am Elisabethkrankenhaus gewirkt und gründete dort mit anderen Ärzten das Röntgeninstitut. Am 21. Oktober 1898 wurde er zum Professor der Geburtshilfe und Gynäkologie an die Universität Utrecht berufen, welche Aufgabe Kouwer am 20. Januar 1899 mit der Einführungsrede Over het verband tusschen gynaecologische en andere ziekten (deutsch: Über die Beziehungen zwischen gynekologischen und anderen Krankheiten) antrat. Im Laufe seiner ärztlichen Tätigkeit, verfasste er wissenschaftliche Abhandlungen über die Schwangerschaft, die Abtreibung, die Geburt und den Kaiserschnitt. Diese publizierte er unter anderem in den niederländischen medizinischen Fachzeitschriften Tijdschrift voor Geneeskunde (deutsch: Zeitschrift für Medizin) und Tijdschrift voor Verloskunde en Gynaecologie (deutsch: Zeitschrift für Geburtshilfe und Gynäkologie). Er war ein Gegner des Nieuw-Malthusianisme, einer niederländischen Bewegung zur Geburtenkontrolle. Kouwer beteiligte sich 1902 an der Gründung einer Vereinigung für unversorgte junge Kinder, wurde im selben Jahr Mitglied des Nederlandsche Bond voor Ziekenverpleging (deutsch: Niederländischen Vereinigung für Krankenversorgung), wurde 1903 Mitglied der Nederlandsche Maatschappii ter Bevordering der Geneeskunst (deutsch: Niederländische Gesellschaft zur Förderung der Medizin), 1899 Mitglied der Provinciaal Utrechtsch Genootschap van Kunsten en Wetenschappen (deutsch: provenziellen Utrechtschen Gesellschaft für Künste und Wissenschaften) und 1923 Mitglied Hollansche Maatschappij der Wetenschappen (deutsch: holländische Gesellschaft der Wissenschaften) in Haarlem.
Als Frauenarzt der niederländischen Königin Wilhelmina, stand er dieser bei einer im Mai 1902 erfolgten Fehlgeburt bei und entband dieselbe am 30. April 1909 von der Tochter Juliana. Zudem beteiligte er sich an den organisatorischen Aufgaben der Utrechter Hochschule und war im Akademiejahr 1913/14 Rektor der Alma Mater, wozu er zum 278. Jahrestag der Hochschule, am 29. März 1915, die Rede Gebrekkig idealisme (deutsch: Fehlerhater Idealismus) hielt. Bei gynäkologischen Kongressen in Berlin und Paris wirkte er als Ehrenvorsitzender, man ernannte ihn 1902 zum Ritter des Ordens vom niederländischen Löwen und 1909 zum Kommandeur des Ordens von Oranien-Nassau. Nachdem er sein Abschiedsvorlesung gehalten hatte, wurde er am 20. September 1926 aus seiner Professur emeritiert.

## Familie
Kouwer verheiratete sich am 31. Mai 1888 in Haarlem mit Wilhelma Mathilde Adrieette Quirine Kluppel (* 26. April 1867 in Kediri; † 21. März 1952 in Utrecht), Tochter von Andries Jacob Kluppel (* 12. Oktober 1838 in Gameren; † 9. April 1926 in Haarlem) und dessen Frau Quirine Georgine Louise Henriette Clasine de Meij (* 20. Januar 1830 in Lienden (Buren); † 14. April 1899 in Haarlem). Aus der Ehe stammt der Sohn Maurits Kouwer (* 28. Juli 1891 in Haarlem), welcher sich am 6. September 1915 in Utrecht (gesch. 21. November 1934 in Dordrecht) mit Maria Jacoba Hoitsema (* 17. November 1894 in Breda; † 10. Mai 1977 in Hilversum) verheiratete, sowie der Sohn Jan Kouwer (* 24. März 1889 in Haarlem; † 3. Juni 1976 in Utrecht) verh. am 26. Juni 1919 in Baarn mit Kathinka Johanna van Dorp (* 19. Januar 1894 in Wiesbaden; † 30. November 1987).

## Werke (Auswahl)
- Verslag der verloskundige kliniek en polikliniek van het Rijks-Academisch Ziekenhuis te Leiden. 1883–1884. Leiden 1884
- Behandeling der waldelnde milt door splenopexis. 1895
- Ovarium-zwangerschap. 1897
- Het gespleten bekken. 1901
- Verlosk. kliniek en polikliniek Utrecht. 1901–1916
- Prof. Hector Treub en het Nieuw=Malthusianisme. Kampen, 1904, (Online)
- Kraamverpleging. Groningen 1906, 1911, 1927, u.ö.
- De indicatie der operatieve behandeling van appendicitis. 1907
- Uit De Geschiedenis Der Klinieken Voor Heel- en Verloskunde Der Rijks-universiteit Te Utrecht Met Een Beschrijving Der Nieuwe Inrichting. Kampen 1908
- Gebrekkig idealisme. Rede, uitgesproken op den 278en gedenkdag van de stichting der Utrechtsche Hoogeschool . Kampen 1914
- Zwangerschap en longtubereulose. 1915
- Stralenbehandeling in de gynaecologie. 1915, 1920
- „Oude“ eerstbaringen. 1917, 1918. 1919
- De Verbreiding Van De Geslachtsziekten En Hare Gevolgen, Zeist 1921
- Afdrijving der vrucht op geneeskundige gronden. 1928;
- Extra peritonale keizersnede. 1929
- De spildraai. 1929.

## Weblink
- Kouwer im Catalogus Professorum Academiae Rheno-Traiectinae

| Personendaten    | Personendaten               |
| ---------------- | --------------------------- |
| NAME             | Kouwer, Benjamin Jan        |
| KURZBESCHREIBUNG | niederländischer Gynäkologe |
| GEBURTSDATUM     | 31. August 1861             |
| GEBURTSORT       | Wormerveer                  |
| STERBEDATUM      | 8. Januar 1933              |
| STERBEORT        | Utrecht                     |